# Liściarki
Liściarki (Scleruridae) – rodzina ptaków z podrzędu tyrankowców (Tyranni) w rzędzie wróblowych (Passeriformes). 

## Występowanie
Rodzina obejmuje gatunki występujące w obu Amerykach.

## Systematyka
Niżej wymienione taksony przez część ujęć systematycznych są zaliczane do rodziny garncarzowatych (Furnariidae). Do rodziny liściarek należą następujące rodzaje:
- Sclerurus Swainson, 1827
- Geositta Swainson, 1837